# Astragalus hajastanus
Astragalus hajastanus es una especie de planta del género Astragalus, de la familia de las leguminosas, orden Fabales.

## Distribución
Astragalus hajastanus se distribuye por Azerbaiyán y Armenia.

## Taxonomía
Fue descrita científicamente por Grossh. Fue publicada en Beih. Bot. Centralbl. 44(2): 221 (1927).